# Cuspide biconique

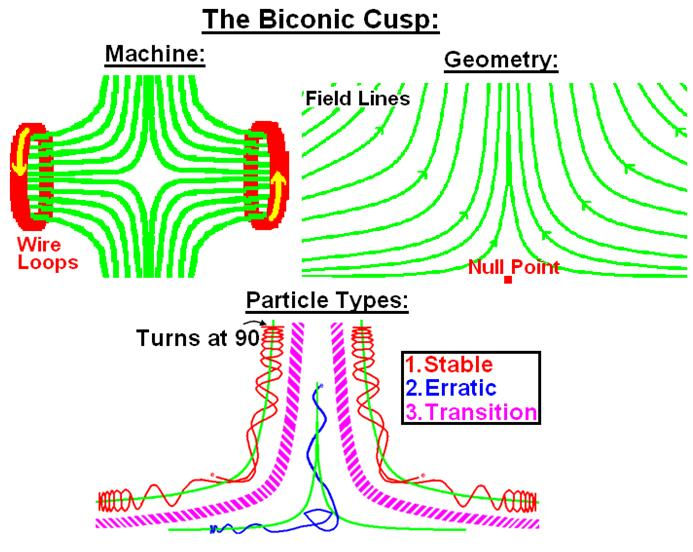
Lignes de champ dans une cuspide biconique.

La cuspide biconique a été l'une des premières techniques suggérées pour le confinement du plasma dans un réacteur à fusion. Elle se compose de deux électroaimants parallèles dont les courants circulent dans des directions opposées, créant des champs magnétiques qui se font face. Les deux champs interagissent pour former une « zone nulle » où le combustible de fusion peut être piégé.
Les premiers travaux étudiant la conception des cuspides ont été réalisés à l'Institut Courant de sciences mathématiques de New York par Harold Grad vers la fin des années 1950 et de début des années 1960. Des variantes du concept de base incluaient le réacteur à piquets de palissade construit à Los Alamos dans les années 1950 et les réacteurs en anneau. Tous ces dispositifs laissaient échapper leur plasma à des taux beaucoup plus élevés que les prévisions, et la plupart des travaux se sont terminés au milieu des années 1960. Mikhail Ioffe a ensuite démontré pourquoi les fuites de plasma se produisaient.
Un nouvel appareil qui partage certaines caractéristiques avec la cuspide est apparu au cours des années 1990 : le polywell. Il peut être considéré comme étant composé de plusieurs cuspides disposées en trois dimensions.

## Description
Les champs magnétiques d'un système à cuspide biconique étaient créés par des électroaimants placés à proximité les uns des autres. Il s'agissait d'une construction théorique utilisée pour modéliser le confinement d'un plasma. Les champs étaient constitués par deux bobines de fils se faisant face, de sorte que les pôles des électroaimants s'opposaient, et au centre se trouvait un point nul, où ne régnait aucun champ magnétique, parfois appelé point de champ zéro. Ces appareils ont été explorés sur le plan théorique par Harold Grad à l'Institut Courant vers la fin des années 1950 et le début des années 1960,,. Parce que les champs étaient à symétrie plane, ce système de plasma était assez simple à modéliser.

## Comportement des particules
Des simulations de ces géométries ont révélé l'existence de trois classes de comportements de particules. Dans la première classe, les particules font des allers-retours loin du point nul. Elles sont réfléchies près des pôles des électroaimants et de la cuspide plane au centre. Cette réflexion est due à l'effet de miroir magnétique,. Ce sont des particules très stables, mais leur mouvement change au fur et à mesure qu'elles émettent de l'énergie. Cette perte par rayonnement provient de l'accélération et de la décélération provoquées par les champs magnétiques et pout être calculée à l'aide de la formule de Larmor. Les particules de la deuxième classe se rapprochent du point nul au centre. Parce que les particules traversent des endroits sans champ magnétique, leurs mouvements peut être rectilignes, avec un rayon de Larmor infini. Ce mouvement rectiligne amène les particules à suivre un chemin plus erratique à travers les champs. La troisième classe de particules est une transition entre les deux premières. Les cuspides biconiques ont récemment été relancées en raison de leur géométrie similaire à celle du réacteur de fusion Polywell.